# Вальц, Юрий Владимирович
Юрий Владимирович Вальц (26 марта 1897 года, Павловск, Херсонская губерния, Российская империя — 6 апреля 1942 года, южнее города Изюм, Харьковская область, СССР) — советский военачальник, полковник (15.04.1936]). Погиб в бою в Великую Отечественную войну.

## Биография
Родился 26 марта 1897 года в городе Павловск (ныне — Новоукраинка Кировоградской области).

### Первая мировая и гражданская войны
В ноябре 1915 года был призван в ряды Русской императорской армии и направлен рядовым в 9-й запасной кавалерийский полк, дислоцированный в Петрограде. В январе 1918 года в чине младшего унтер-офицера был демобилизован из рядов армии. В марте того же года вступил в ряды РККА, после чего, находясь на должностях помощника начальника пулемётной команды кавалерийского полка и командира конно-пулемётного взвода кавалерийского дивизиона в составе 2-й Петроградской стрелковой дивизии, по июнь того же года принимал участие в боевых действиях против финнов в Карелии.
В мае 1919 года Вальц был назначен на должность командира эскадрона в составе 2-го Башкирского кавалерийского полка (Башкирская кавалерийская дивизия), после чего с октября по ноябрь того же года участвовал в боевых действиях против войск под командованием генерала Н. Н. Юденича под Петроградом.
С мая 1920 года, находясь на должностях командира эскадрона и временно исполняющего должность помощника командира кавалерийского полка по строевой части в составе 8-й стрелковой дивизии, принимал участие в боевых действиях во время советско-польской войны. Во время отхода через реку Березина был ранен в голову.
В июне 1920 года был назначен на должность начальника отделения конского запаса Северо-Кавказского военного округа и Донской области, а в ноябре того же года — на должность начальника сборного пункта слабосильных лошадей.

### Межвоенное время
В сентябре 1921 года был направлен на учёбу в Высшую кавалерийскую школу, дислоцированную в Петрограде, после окончания которой с сентября 1923 года служил в составе 9-й Крымской кавалерийской дивизии на должностях командира взвода 51-го кавалерийского полка, начальника административной части штаба дивизии, начальника штаба и временно исполняющего должность командира 51-го кавалерийского полка.
В октябре 1925 года Вальц был направлен на учёбу на штабные курсы при Одесской кавалерийской школе, после окончания которых в сентябре 1926 года был назначен на должность начальника штаба 20-го Сальского кавалерийского полка в составе 4-й кавалерийской дивизии, а в мае 1930 года — на должность командира 70-го кавалерийского полка в составе 4-й отдельной кавалерийской бригады.
В ноябре 1931 года был направлен на учёбу на отделение старшего комсостава кавалерийских курсов усовершенствования командного состава в Новочеркасске, которое закончил в июне 1932 года. В феврале 1934 года был назначен на должность командира полка курсантов Объединённой Краснознаменной кавалерийской школы, в январе 1936 года — на должность помощника начальника по учебно-строевой части Тамбовского кавалерийского училища, а в июне 1940 года — на должность начальника этого училища.

### Великая Отечественная война
С началом войны полковник Юрий Владимирович Вальц в июле 1941 года был назначен на должность командира 54-й кавалерийской дивизии в составе Орловского военного округа. С 22 ноября того же года состоял в распоряжении Главного управления кадров НКО с прикомандированием к Инспекции кавалерии Красной Армии.
В декабре 1941 года был назначен на должность начальника штаба 2-го кавалерийского корпуса (Западный фронт). Со 2 по 20 февраля 1942 года временно командовал этим корпусом, который 28 февраля после 500-километрового марша вышел в тыл противник, где наряду с соседями вёл боевые действия по разгрому александропольской группировки противника. После освобождения города Александрополь корпус не сумел удержать рубеж, вследствие чего не выполнил боевую задачу.
В апреле 1942 года Вальц был назначен на должность заместителя командира 5-го кавалерийского корпуса, который в составе Южного фронта вёл тяжёлые оборонительные боевые действия южнее города Изюм (Харьковская область). В ходе боя 6 апреля 1942 года полковник Юрий Владимирович Вальц погиб.

## Награды
- Орден Красной Звезды;
- Юбилейная медаль «XX лет Рабоче-Крестьянской Красной Армии»;
- Наградное оружие (револьвер).